# Peter Brühl
Peter Wilhelm Brühl (* 30. August 1932 in Göttingen; † 28. April 2016 in Bonn) war ein deutscher Urologe.

## Leben
Peter Brühl, Sohn des Frauenarztes Robert Brühl (1898–1976), studierte nach dem Abitur an dem Regino-Gymnasium in Prüm ab 1952 Medizin an der Rheinischen Friedrich-Wilhelms-Universität Bonn und der Universität Wien. Er war seit 1952 Mitglied der katholischen Studentenverbindung K.D.St.V. Novesia Bonn im CV. Nach seiner Staatsprüfung 1958 wurde er im gleichen Jahr in Bonn mit einer Arbeit über die abdominale Schnittentbindung zum Dr. med. promoviert. Von 1960 bis 1965 war Brühl wissenschaftlicher Assistent am Institut für Hygiene und Mikrobiologie und an der Abteilung für klinische Chemie der Universität des Saarlandes, Homburg/Saar. Er qualifizierte sich hier zum Facharzt für Mikrobiologie und Infektionsepidemiologie sowie Laboratoriumsmedizin. Von 1966 bis 1970 absolvierte er eine Fachweiterbildung an der dortigen Urologischen und Chirurgischen Universitätsklinik zum Arzt für Urologie.
1970 habilitierte er sich an der Universität des Saarlandes mit der Schrift „Experimentelle Untersuchungen zur Epidemiologie der bakteriellen Pyelonephrits“ und wurde zum Privatdozent für Klinische Bakteriologie ernannt. 1971 erhielt er die Venia legendi für Urologie und wurde zum Professor für Urologie und Medizinischer Mikrobiologie ernannt. Im gleichen Jahr wechselte er als leitender Arzt an die neu errichtete Klinik für Urologie der Universität Bonn, 1984 wurde er hier zum Universitätsprofessor für Kinderurologie, der deutschlandweit ersten Professur für dieses Spezialgebiet, berufen. Er lehrte zudem an der Akademie für öffentliches Gesundheitswesen in Düsseldorf. 1980 initiierte Peter Brühl die Bonner Kinderurologischen Symposien mit internationaler Beteiligung, die er in der Folge über viele Jahre gemeinsam mit Rudolf Mallmann und der Universitätskinderklinik für Kinderärzte und Urologen veranstaltete. Nach seiner Emeritierung 1997 hatte er bis 2009 weiterhin einen Lehrauftrag für Kinderurologie und Urologische Infektiologie an der Medizinischen Fakultät der Bonner Universität und war Patientenfürsprecher (Ombudsmann) des dortigen Universitätsklinikums.
Peter Brühl veröffentlichte zahlreiche wissenschaftliche Peer-Review-Arbeiten in nationalen und internationalen Fachzeitschriften und in vielen Lehr- und Handbüchern über operative und diagnostische Verfahren in der Urologie und Kinderurologie, über Infektionsverhütung in der Urologie und antibakterielle Chemotherapie bei Nieren- und Harnwegsinfektionen. Er wurde zudem bekannt als wissenschaftlicher Autor mit seinen Filmprojekten zu diesen Themen. Er war viele Jahre gewähltes Mitglied mehrerer universitärer (Medizinische Fakultät Bonn) und berufsständischer (Kassenärztliche Vereinigung Nordrhein) Gremien und Verbänden für die Rechte von Menschen mit Behinderung, sowie Mitglied in zahlreichen nationalen und internationalen medizinischen Fachgesellschaften.
Peter Brühl engagierte sich für zahlreiche Sozialprojekte im Heiligen Land und war Mitglied im Deutschen Verein vom Heiligen Lande. 1981 wurde er von Kardinal-Großmeister Maximilien de Fürstenberg zum Ritter des Ritterordens vom Heiligen Grab zu Jerusalem ernannt und am 23. Mai 1981 im Augsburger Dom durch Franz Hengsbach, Großprior des päpstlichen Ordens in Deutschland, investiert. 1991 wurde er zum Komtur promoviert.

## Patente
- Vorrichtung zur Entfaltung oder Spülung der Harnblase bei diagnostischer und operativer Endoskopie (Patentschrift 26 05, 031, Dtsch. Patentamt 1980).
- Vorrichtung zur Punktion zum Zweck der Diagnostik und Behandlung von physiologischen und unphysiologischen sowie sonstigen Hohlräumen in den Bereichen der Human- und Tiermedizin (Europäisches Patentamt 0 4909 147 B1, 1996) mit HJ. Piechota und St. Meessen.

## Ehrungen und Auszeichnungen
- 1981: Ritterkreuz des Ritterordens vom Heiligen Grab zu Jerusalem
- 1984: Düsseldorfer Hygienepreis (mit EURIDIKI)
- 1990: Maximilian-Nitze-Medaille der Gesellschaft für Urologie (DDR)
- 1991: Komturkreuz des Ritterordens vom Heiligen Grab zu Jerusalem
- 1997: Ernst-von-Bergmann-Plakette der Bundesärztekammer
- 2004: Kronenkreuz in Gold der Evangelischen Kirche in Deutschland
- 2009: Bundesverdienstkreuz am Bande des Verdienstordens der Bundesrepublik Deutschland[3]

## Schriften
- Die abdominale Schnittentbindung, 1958
- Diagnostik und Verlaufskontrolle maligner Tumoren des Urogenitaltraktes. Thieme, Stuttgart 1979, ISBN 3-13-577101-6
- mit Albrecht Hesse, Ke-Liang Reinhold Gu: Harnsteinerkrankungen im Kindesalter. Ätiologie, Diagnostik, Therapie und Metaphylaxe. Wissenschaftliche Verlagsgesellschaft, Stuttgart 1987, ISBN 3-8047-0958-3